# Tupolev SB
 (avril 2010).
Si vous disposez d'ouvrages ou d'articles de référence ou si vous connaissez des sites web de qualité traitant du thème abordé ici, merci de compléter l'article en donnant les références utiles à sa vérifiabilité et en les liant à la section « Notes et références ».
Le Tupolev ANT-40, également connu sous le nom de service Tupolev SB (en russe : Скоростной бомбардировщик - Skorostnoi Bombardirovschik - « bombardier à grande vitesse »), nom de projet TsAGI-40, est un bombardier soviétique à grande vitesse. Monoplan, bimoteur, triplace, il a fait son premier vol en 1934. Sa conception était très avancée, mais manquait d'élégance, à la consternation des équipages et du personnel d'entretien - et de Staline, qui a souligné qu'« il n'y a pas de petits détails dans l'aviation ».
Bombardier le plus important numériquement au monde dans les années 1930, le SB a été le premier avion moderne monocoque à revêtement travaillant (stressed-skin) produit en quantité en Union soviétique et probablement le bombardier le plus redoutable de la seconde moitié des années 1930. De nombreuses versions ont été en opération en Espagne, en République de Chine, en Mongolie, en Finlande et au début de la Seconde Guerre mondiale en 1941. Environ 7 000 SB ont été produits au total.
Il a également été utilisé dans diverses fonctions dans des versions civiles, pour la formation et dans de nombreux rôles secondaires.
Après ses succès dans la Guerre d'Espagne, où il était plus rapide que la plupart des chasseurs, l'avion est devenu obsolète en 1941. En juin 1941, à la veille de l'invasion allemande, 94 % des bombardiers de l'armée de l'air soviétique (VVS RKKA) étaient des SB.

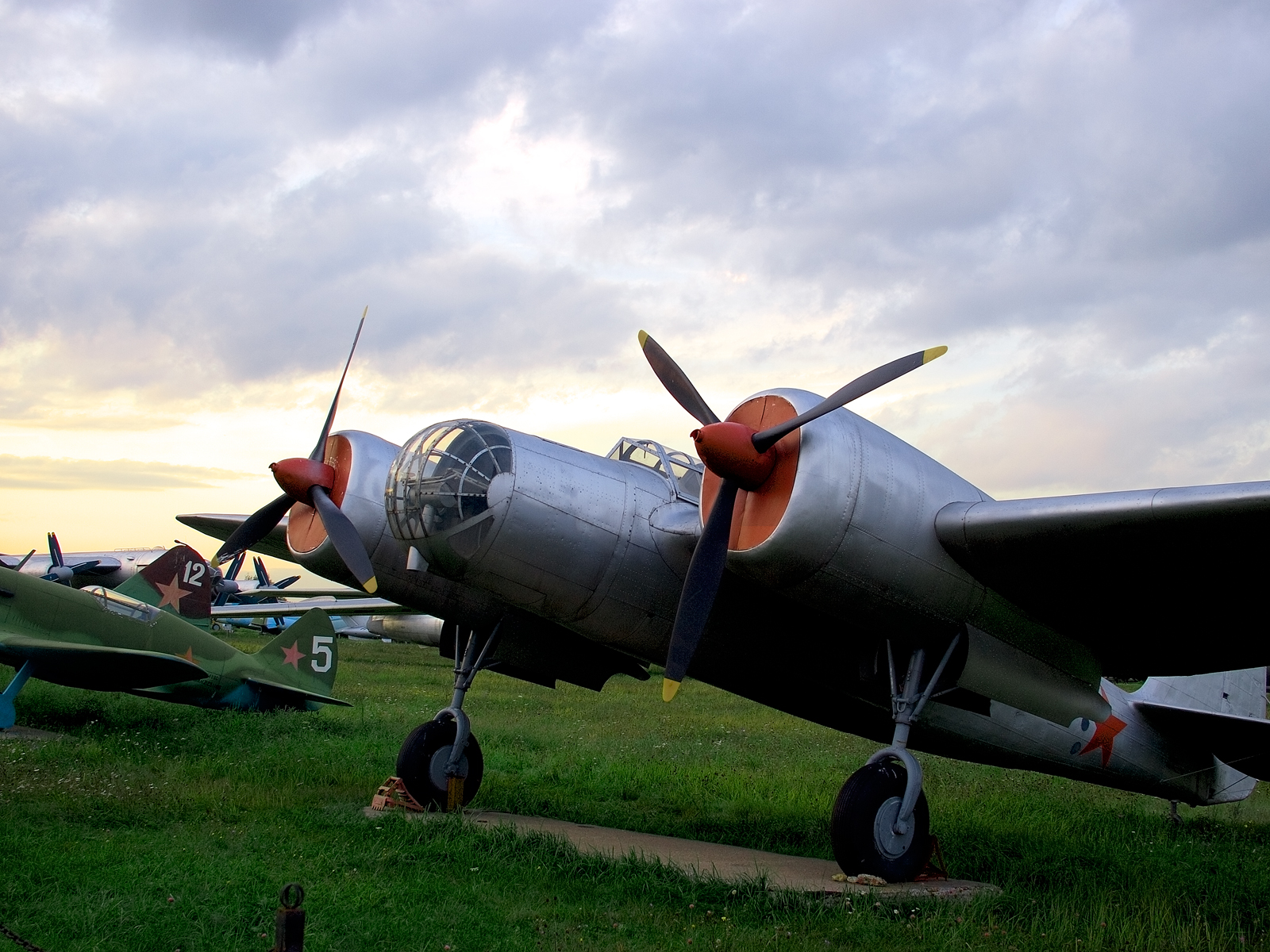
Tupolev SB au musée de l'air de Monino.

## Développement
En 1933, le ministère soviétique de l'Air a émis un appel d'offres pour un bombardier à haute vitesse. Les travaux sur cette proposition ont commencé en janvier 1934 au TsAGI. Le SB a été conçu et développé dans le KB (« bureau d'études ») Tupolev par une équipe dirigée par A. A. Arkhangelski. Deux versions avaient été planifiées - l'une avec moteurs Wright Cyclone, et l'autre avec l'Hispano-Suiza 12Y. Les compétences acquises dans la conception des avions MI-3 et DI-8 ont été largement utilisées. Les deux premiers prototypes conçus ont été désignés ANT-40.1 et ANT-40.2,. Le prototype à moteur Cyclone vola le premier, le 7 octobre 1934, celui à moteur Hispano-Suiza, présentant une aile plus large, s'est envolé le 30 décembre 1935, montrant des performances supérieures.
L'ANT-40.2 a été considéré comme un prototype de production, et ses performances étaient impressionnantes. La désignation des avions de production était SB et le premier SB est sorti de la chaîne de production avant la fin de 1935, et avant que le ANT-40.2 ait achevé son programme d'essais en vol. L'avion est entré en production à plein temps en 1936 et a été produit dans deux usines jusqu'en 1941.

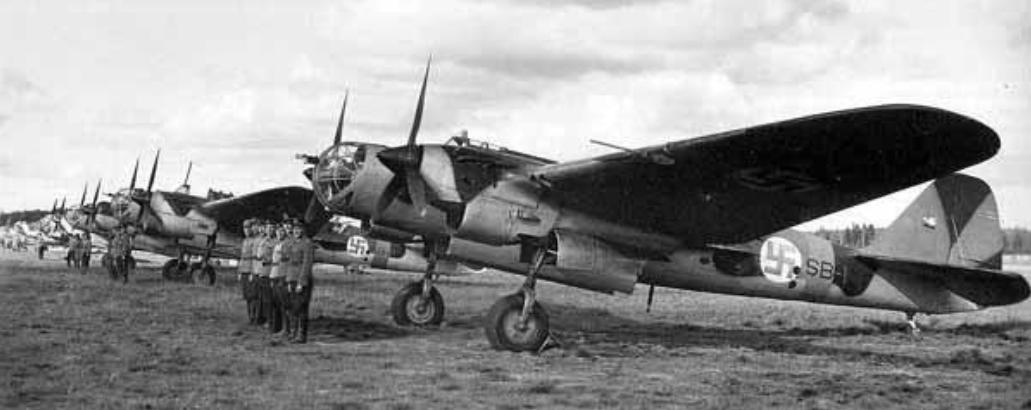
Tupolev SB de l'armée de l'air finlandaise.

Malgré le fait que les lignes d'assemblage ont été en proie à de constantes modifications, quelque 400 SB ont été livrés fin 1936 - un certain nombre se sont retrouvés en Espagne - et 24 escadrons des VVS étaient destinés à être équipés du nouveau bombardier. Avec ses excellentes performances lors de la guerre civile espagnole, il a acquis le nom populaire de « Katyushka »(Catherine).
En 1937, les négociations ont abouti entre le gouvernement soviétique et la Tchécoslovaquie. La version du SB destinée à être livrée, et par la suite à être construite sous licence en Tchécoslovaquie était fondamentalement le SB 2M-100A et, comme l'Avia B-71, devait être équipée du moteur Hispano-Suiza. Une seule mitrailleuse ZB-30 de 7,92 mm a supplanté les mitrailleuses jumelles ShKAS dans le nez de l'appareil et des armes similaires ont été fournies pour les stations dorsale et ventrale,.
Soixante avions devaient être livrés à la Tchécoslovaquie mi-1938. Le programme prévu de production sous licence a pris un essor lent, malgré la situation politique de plus en plus dangereuse. Le 15 mars 1939, lorsque la Wehrmacht allemande occupe la Bohême et la Moravie, aucun avion de construction tchèque n'a été livré,.

## Conception
Le SB était un monoplan tout métallique propulsé par deux Klimov M-100 de 12 cylindres refroidi par eau (version de production sous licence du moteur Hispano-Suiza 12Y) et deux hélices à pales métalliques de pas fixe. Les moteurs ont été fournis avec un radiateur en nid d'abeille de type frontal munis de volets verticaux thermo-commandés. Au début de la production le moteur M-100 a été remplacé par une amélioration le M-100A entraînant une hélice de trois pales à pas réglable au sol, donnant une vitesse accrue de 423 km/h à 4 000 m (13 000 ft).

## Variantes

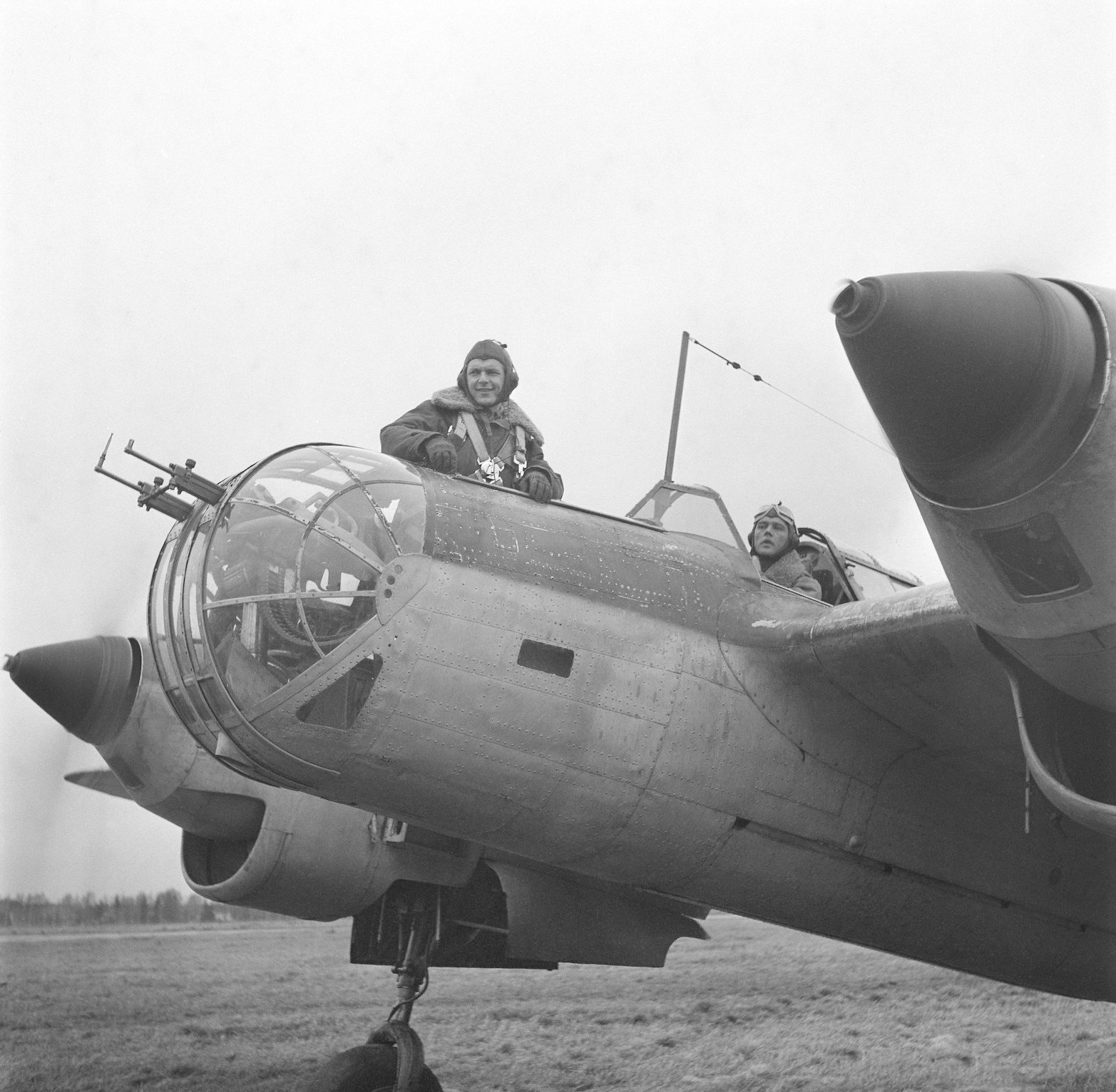
SB-2 des Finnish Air Force

- SB-2 des Finnish Air ForceANT-38 - prototype avec moteur étoile (peut-être l'ANT-40.1)[12]
- ANT-40.1 ou ANT-40 2RTs - la première variante avec le moteur Wright-Cyclone de 545 kW (730 ch) construit en octobre 1934. Plus petit que la plupart des SB en service plus tard. Les vols d'essai effectués par I.S. Zhurov et K.K. Popov du 7 au 31 octobre 1934[3],[5] se sont terminés par un atterrissage en catastrophe. L'avion a été réparé en février 1935 et une deuxième série de vols d'essai a été réalisée du 5 février au 31 juillet 1935[13]. Utilisé comme modèle expérimental (patins ski, etc).
- ANT-40.2 ou ANT-40 2IS - construit fin 1934. Les vols d'essai préliminaire de janvier 1935 ont donné une vitesse de 430 km/h. D'autres vols d'essai effectués de février 1935 à avril 1936. Donné à l'usine de production en tant que modèle standard.
- Avia B71 - SB 2M-100A construit sous licence en Tchécoslovaquie.
- DI-8/ANT-46 - modification deux places chasseur lourds équipé des moteurs Gnome-Rhône 14K de 597 kW (800 ch) et armé de deux canons sans recul de 100 mm. 1935.
- SB - première appellation SB, pas instruite comme version supérieure ANT-40.
- SB 2M-100 - premier modèle de production. Surface alaire accrue à 56,7 m2 Équipé de moteurs Klimov M-100 (Hispano-Suiza 12Y construit sous licence). Parfois, officieusement appelé plus simplement le SB.
- SB 2M-100A - nouveaux moteurs de 642 kW (860 ch). Nouveaux capots moteur. Produit à partir de fin 1936[8]. Parfois officieusement dénommé SBbis
- SB 2M-100A modernizoravannyi - nouvelle tourelle canon arrière Tur MV-3. Testé en 1937. Accepté, mais pas de production[14],[15].
- SB 2M-103 - série 10. Moteurs M-103 plus puissants, possibilité de skis rétractables, structure renforcée et fourniture de deux réservoirs externes de 368 litres de carburant[14],[15].
- SB 2M-103/SBbis - nouveaux moteurs, plus grand cockpit navigateur, nouvelle roue arrière contrôlable. Premiers tests en septembre 1937. D'autres tests à du 27 juin 1938 au 19 septembre 1938. À partir de cette version le SB avait un train rétractable muni de skis. Le 2 septembre 1937 M.Yu. Alexeev a établi un record officiel d'altitude à 12 244 m (40 170 ft) avec une charge de 1 100 kg (2 200 lb). Le 2 septembre 1937, il avait établi un record officieux à 12 692 m (41 640 ft). Parfois appelé SB-3.
- SB 2M-104 - quelques avions construit avec moteurs M-104, mais le moteur n'est pas en production.
- SB 2M-106 - quelques avions construit avec moteurs M-106, mais le moteur n'est pas en production.
- SBbis2 2M-103 - avec des ailes polies. Pas de production.
- SBbis3 2M-103 - nouvelle hélice et nouveaux moteurs. Testé à du 1er novembre 1937 au 17 janvier 1938. Augmentation significative de la vitesse. Quelque exemplaires ont été construits.
- SB 2M103-1939 - modèle de production du SBbis3. Nouveaux radiateurs et des ailes partiellement polies. Hélice: Vish-2, puis Vish-22. Testé en septembre-Octobre 1939. Nouveau cockpit de mitrailleur et nouvel armement à partir de 1940.
- SB-RK - bombardier en piqué, également connu sous le nom RK, KR ou Ar-2. Deux moteurs Klimov M-105R avec props Vish-22E. Surface alaire réduite comme le MMN. Les radiateurs de refroidissement ont été enfermés dans les ailes, avec une prise d'air sur le devant et sortie sur la surface supérieure de l'aile. Équipé de quatre mitrailleuses ShKAS, et il pouvait transporter une charge utile en bombes de 6×100 kg (220 lb), 2 × 250 kg (550 lb), 1×500 kg (1 100 lb) VAP-500, ZAP-500 à l'intérieur et au maximum 1 500 kg à l'extérieur. Ce fut le dernier modèle du SB. Peu furent construits avant d'être remplacés par le Pe-2 et le Tu-2.
- Arkhangelskii Ar-2 - à la suite des améliorations du MMN production des Ar-2, tandis que Tupolev était emprisonné.
- B - dénomination alternative des SBB-1.
- SBB-1 dernière version Archangelskii du SB, avec des travées d'ailes plus longues et des d'autres changements.
- 3-wheel SB modèle expérimental du TsAGI. Testé par M.L. Gallay. 1940-1941.
- T-1/ANT-41 - modification bombardier-torpilleur.
- PS-40 2M-100A - version cargo pour l'Aeroflot en 1938. Le navigateur est remplacé par l'instructeur. Produits uniquement en petites quantités.
- PS-41 2M103U - un SBbis3 reformé pour l'Aeroflot à usage civil.
- PS-41bis 2M-103U avion postal. PS-41 avec des réservoirs supplémentaires extérieurs de carburant. avion cargo.
- MMN - Pendant l'emprisonnement de Tupolev, Arkhangelskii continue le développement avec l'ASR, et en 1938 il a produit le MMN, variante du SB, avec hypersustentateurs NACA 22, l'amélioration des verrières et nacelles agrandies entre autres améliorations.

## Opérateurs
Union soviétique
- Les premiers SB ont été livrés à l'armée de l'air soviétique en 1936. L'avion, produit en série, l'a largement équipée.
- L'Aeroflot a reçu un nombre indéterminé d'avions SB-2M-100 militaires réformés en 1938 et après reconstruction, les a utilisés sous la désignation PS-40. Un autre lot de bombardiers SBbis 3 ont été réformés en 1940 et utilisés sous la désignation PS-41.

 Mongolie
- L'armée de l'air mongole a reçu 12 appareils en mars 1941, ils furent surtout utilisés lors de l'invasion du Manchukuo en août 1945.

 Bulgarie
- L'armée de l'air bulgare a exploité 32 avions Avia B-71, rebaptisés Avia-Katiusza E-8.

 République de Chine

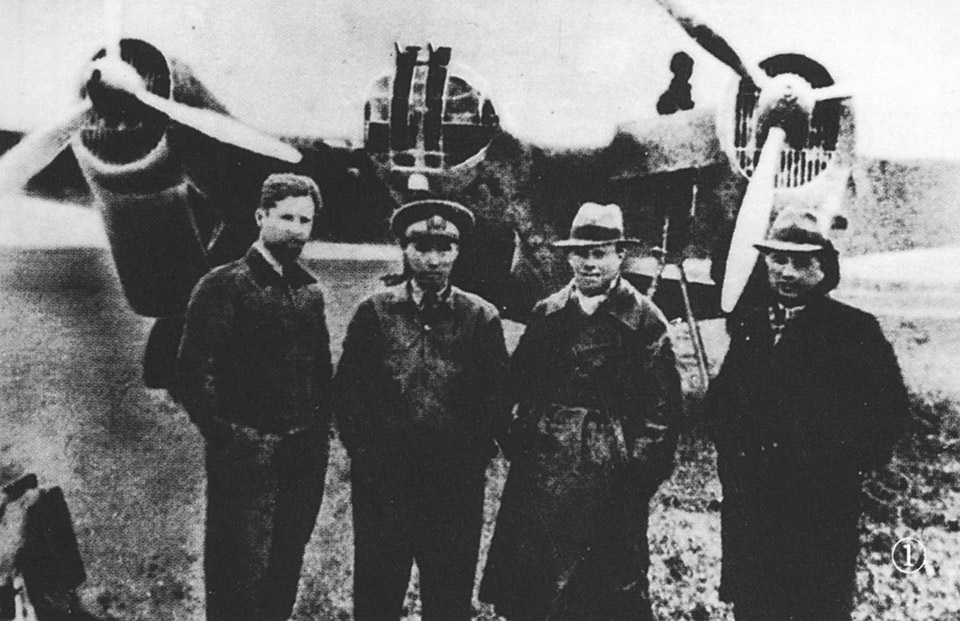
Aviateurs soviétiques à Hankou en 1938.

- Les Forces aériennes nationalistes chinoises ont reçu 62 bombardiers SB-2M-100 à l'automne 1937. L'Union soviétique a livré des bombardiers SB-2M-100 et SB-2M-105 d'août 1938 à juin 1941.

 Tchécoslovaquie
- L'armée de l'air tchécoslovaque a reçu 60 SB de fabrication russe avec des moteurs Hispano Suiza 12Y en avril et mai 1938. 101 autres bombardiers et 60 avions de reconnaissance devaient être construits sous licence Avia B-71, mais seulement 101 ont été effectivement construits.

 Finlande
- L'armée de l'air finlandaise a utilisé 24 bombardiers SB. Les huit premiers appareils (sept avec moteurs M-103, un avec moteurs M-100) ont été capturés pendant la guerre d'Hiver, les 16 autres appareils ont été transformés depuis le matériel capturé du 5 novembre 1941 au 27 août 1942. Tous les appareils ont été réaménagés avec des moteurs M-103 et été utilisés comme avions anti-sous-marin dans le 6e escadron LeLv. Deux avions ont été reconstruits et ont été utilisés comme formateurs. L'armée de l'air finlandaise a réformé tous ses SB en 1945, et tous ont été démolis en 1950.

 Allemagne
- La Luftwaffe a exploité les avions capturés, de construction tchèque Avia B-71 et SB soviétique.

 Pologne
L'armée de l'air polonaise a exploité quelques avions USB-2M-103 de formation après la Seconde Guerre mondiale.
 Slovaquie
- L'armée de l'air slovaque a exploité un avion Avia B-71 jusqu'au 18 avril 1943, lorsque ČTK Anton Vanko et quatre autres aviateurs ont fait défection avec lui en Turquie.

 République espagnole
- la Force aérienne républicaine espagnole a reçu ses 31 premiers bombardiers SB-2M-100A le 14 octobre 1936. Le deuxième lot de 31 appareils a été livré en juin-juillet 1937 et un dernier lot de 31 en 1938. L'Union soviétique a donc livré un total de 93 SB à l'Espagne.

 Espagne franquiste
- L'armée de l'air nationaliste espagnole a capturé 19 bombardiers SB-2M-100A. Tous ont été révisés et les moteurs M-100 soviétiques ont été remplacés par le Hispano Suiza 12Y français. Ces avions ont été utilisés de façon opérationnelle et plus tard pour des tâches de formation, et ont été réformés en 1950. Les pilotes nationalistes espagnols ont appelé les bombardiers SB capturés « Katyushka »

## Engagements
Les Tupolev SB ont servi durant la guerre d'Espagne, aux côtés des Républicains. Ils ont donné de bons résultats face aux biplans italiens et allemands plus lents que lui, jusqu'à l'arrivée du Messerschmitt 109. À partir de 1937, des appareils avec des équipages chinois et soviétiques ont été mêlés aux combats contre le Japon, notamment aux batailles de Halhin Gol et du lac Khassan. L'Union soviétique l'utilisa durant la guerre d'Hiver. Bien que généralement considérés comme obsolètes au début de la Seconde Guerre mondiale, les SB servirent massivement comme bombardiers sur le front de l'Est jusqu'en 1943. Ils furent ensuite employés dans d'autres rôles (transport, planeur...).